# Municipio de Wallace (condado de Little River)
El municipio de Wallace (en inglés: Wallace Township) es un municipio ubicado en el condado de Little River en el estado estadounidense de Arkansas. En el año 2010 tenía una población de 492 habitantes y una densidad poblacional de 8,43 personas por km².

## Geografía
El municipio de Wallace se encuentra ubicado en las coordenadas 33°39′23″N 94°21′1″O / 33.65639, -94.35028. Según la Oficina del Censo de los Estados Unidos, el municipio tiene una superficie total de 58.38 km², de la cual 58,38 km² corresponden a tierra firme y (0 %) 0 km² es agua.

## Demografía
Según el censo de 2010, había 492 personas residiendo en el municipio de Wallace. La densidad de población era de 8,43 hab./km². De los 492 habitantes, el municipio de Wallace estaba compuesto por el 71,95 % blancos, el 21,34 % eran afroamericanos, el 2,03 % eran amerindios, el 0,41 % eran asiáticos, el 2,64 % eran de otras razas y el 1,63 % eran de una mezcla de razas. Del total de la población el 3,46 % eran hispanos o latinos de cualquier raza.